# 巴爾托希采

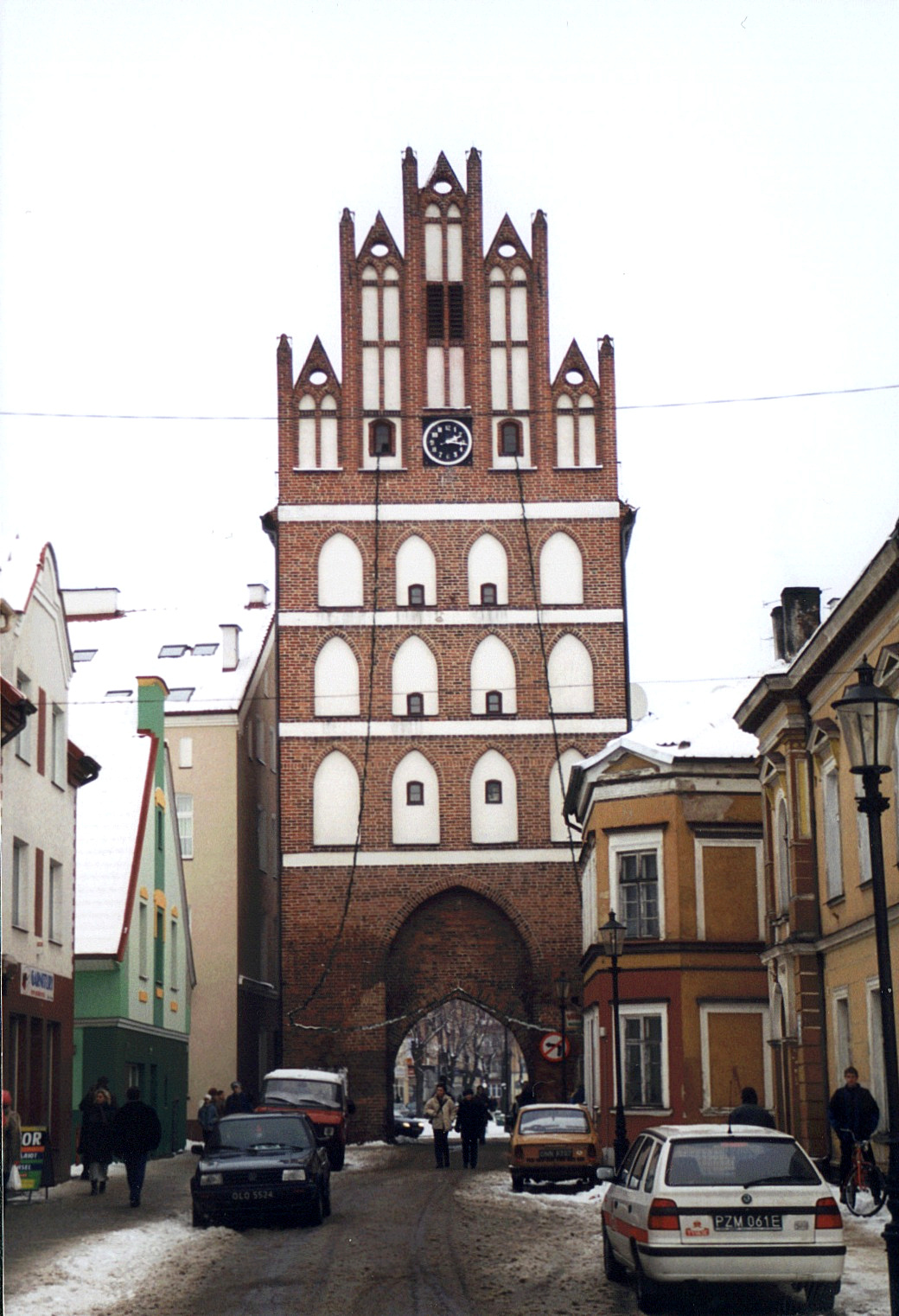

巴爾托希采（波蘭語：Bartoszyce，發音：[bartɔˈʂɨt͡sɛ]，發音：[ˈbaʁtn̩ʃtaɪn] ⓘ，巴滕施泰因）是波蘭瓦爾米亞-馬祖里省的城鎮，位於該國東北部維納河畔，距離省會奧爾什丁71公里，毗鄰與俄羅斯接壤的邊境，始建於1240年，面積11平方公里，2005年人口24,600。

## 友好城市
- 俄羅斯皮奧涅爾斯基 2000年
- 俄羅斯巴格拉季奧諾夫斯克 2001年
- 波蘭姆瓦瓦 2001年
- 德国威悉河畔宁堡 2002年
- 瑞典埃马布达市镇 2003年
- 立陶宛瓦雷纳 2010年
- 乌克兰別廖茲諾 2010年

## 外部連結
- Municipal website （页面存档备份，存于） （波兰語）
- Map from mapa.szukacz.pl （页面存档备份，存于） （波兰語）
- History of Bartenstein in German language （页面存档备份，存于）
- Geschichte der Stadt Bartoszyce - Bartenstein （页面存档备份，存于） （德文）
- Photos of Bartoszyce （页面存档备份，存于）（波兰語）

54°15′N 20°49′E / 54.250°N 20.817°E